# Tuckahoe (New York)
Tuckahoe è un villaggio degli Stati Uniti d'America, situato nello stato di New York, nella contea di Westchester.